# Kudiakof Island
Die Kudiakof Islands sind eine kleine Inselgruppe der Fox Islands, die zu den Aleuten gehören. Zusammen mit weiteren kleineren Inseln bilden sie die nördliche Grenze der Cold Bay von Umnak.